# Mandy – A bosszú kultusza
A Mandy – A bosszú kultusza (eredeti cím: Mandy) 2018-as amerikai-belga pszichedelikus akció-horrorfilm Panos Cosmatos rendezésében. A film producere Elijah Wood, írói pedig Cosmatos és Aaron Stewart-Ahn. A főszerepben Nicolas Cage, Andrea Riseborough, Linus Roache, Ned Dennehy, Olwen Fouéré, Richard Brake és Bill Duke látható.
A film a 2018-as Sundance Filmfesztiválon mutatkozott be január 19-én, a mozikban pedig 2018. szeptember 14-én jelent meg.
A film pozitív kritikákat kapott. A Mandy zenéjét Jóhann Jóhannsson szerezte. Ő 2018 februárjában elhunyt. A film az ő emlékére készült.

## Rövid történet
Egy favágó bosszút esküszik a barátnőjét elrabló őrült szekta ellen.

## Szereplők
| Szerep         | Színész            | Magyar hang        |
| -------------- | ------------------ | ------------------ |
| Red Miller     | Nicolas Cage       | Csankó Zoltán      |
| Mandy Bloom    | Andrea Riseborough | Czető Zsanett      |
| Jeremiah Sand  | Linus Roache       | Kárpáti Levente    |
| Caruthers      | Bill Duke          | Várday Zoltán      |
| vegyész        | Richard Brake      | Imre István        |
| Swan           | Ned Dennehy        | Albert Péter       |
| Marlene        | Olwen Fouéré       | Menszátor Magdolna |
| Sis            | Hayley Saywell     |                    |
| Lucy           | Line Pillet        |                    |
| Klopek         | Clément Baronnet   |                    |
| Hanker         | Alexis Julemont    |                    |
| Lewis          | Stephan Fraser     |                    |
| Skratch        | Ivailo Dimitrov    |                    |
| Scabs          | Kalin Kerin        |                    |
| Fuck Pig       | Hagyuó Tamás       |                    |
| Cheddar Goblin | Paul Painter       |                    |

## Megjelenés
A filmet a 2018-as Sundance Filmfesztiválon mutatták be. 2018. szeptember 13-án jelent meg korlátozott számban a mozikban. Video on Demand formában szeptember 14-én vált elérhetővé.

## Fogadtatás
A RogerEbert.com kritikusa, Nick Allen pozitív kritikával illette.
A Dirty Movies oldal kritikusa, Stephen Lee Naish öt csillaggal értékelte. Christopher Stewardson filmkritikus szerint a "film biztos kultikus státuszba fog emelkedni".